# Йосиф (Мартинець)
Йо́сиф Рома́н Мартине́ць (порт. José Romão Martenetz; 7 лютого 1903, Львів — 23 лютого 1989, Куритиба) — єпископ Української греко-католицької церкви, перший єпископ для українців греко-католиків у Бразилії, василіянин.

## Біографія
Роман Мартинець народився у Львові, в сім'ї Йосифа Мартинця і Аделії, з дому Доскоч. У 1912 році малий Роман разом з батьками приїхав до Бразилії. Сім'я Мартинців поселилась у Прудентополісі. Роман закінчив свої гімназійні, гуманістичні й філософські студії в латинській дієцезіальній семінарії в Куритибі. 3 січня 1922 року, разом зі своїм товаришем Йосафатом Роґою, від'їхав у Закарпатську Україну, де 13 січня 1923 року вступив до василіянського новіціату в Мукачеві. Отримав чернече ім'я Йосиф. Перші чернечі обіти склав 24 серпня 1924 року.
У жовтні 1925 року був направлений у Рим, де вивчав богослов'я в Папському Григоріанському університеті, здобувши докторський ступінь з догматичного богослов'я. 9 жовтня 1927 року у Римі склав довічні монаші обіти у Василіянському Чині. Також у Римі він отримав священиче рукоположення з рук грецького єпископа Ісаї Пападополуса. Повернувшись на Закарпаття, о. Йосиф Мартинець був директором василіянських студій у Малому Березному, префектом студентів в Малій семінарії отців Василіян в Ужгороді. Працював у редакції часопису «Благовісник», виконував різні душпастирські праці, був радником Провінції й редактором часопису «Місіонар».
У 1935 році о. Йосиф Мартинець повернувся до Бразилії й отримав бразильське громадянство. У тому ж році в Прудентополісі почав редагувати часопис «Праця» (1935—1940). Був учителем у Малій семінарії святого Йосифа, співзасновником якої був разом з о. Йосафатом Роґою. Маючи на меті виховання і навчання молоді, заснував організацію «Самоосвіта» та видавав часопис «Самоосвітник». Викладав богослов'я для василіянських студентів в Ірасемі. Після смерті о. Маркіяна Шкірпана, ЧСВВ, у 1939 році був обраний на уряд протоігумена Провінції отців Василіян у Бразилії.
У 1953 році о. Мартинець повернувся до Рима, де виконував уряд протоконсультора Василіянського Чину й був ректором Української папської колегії святого Йосафата на Джаніколо (1953–1955). Був членом біблійної комісії, яка переклала ціле Святе Письмо на українську мову.
10 травня 1958 року Папа Римський Пій XII призначив ієромонаха Йосифа Мартинця титулярним єпископом Солдаї (теперішній Судак) і помічником кардинала Жайме Камара, римо-католицького архієпископа Ріо-де-Жанейро, який одночасно був ординарієм для всіх католиків східних обрядів у Бразилії. Єпископська хіротонія відбулася 15 серпня 1958 року в Римі, в церкві святих Сергія і Вакха. Головним святителем був єпископ Амвросій Сенишин, ЧСВВ, майбутній митрополит Філадельфійський.
30 травня 1962 року Папа Іван XXIII заснував апостольський екзархат для вірних УГКЦ і призначив єпископа Йосифа Мартинця апостольським екзархом. Єпархію святого Івана Хрестителя, з осідком у Куритибі, створив Папа Павло VI 29 листопада 1971 року і призначив Йосифа Мартинця першим єпископом цієї єпархії, а ієромонаха Єфрема Кривого, ЧСВВ, призначив єпископом-коад'ютором. 29 липня 1972 року в катедральному соборі святого Івана Хрестителя в Куритибі відбулось урочисте введення на престол першого єпископа Куритибського УГКЦ.
10 березня 1978 року владика Йосиф Мартинець, вже немічний і хворий, подав своє зречення Папі Павлу VI і отримав від нього звільнення з єпископського служіння. Куритибський престол успадкував єпископ-коад'ютор Єфрем Кривий. Владика Йосиф пішов проживати в семінарію отців Василіян у Куритибі, де був сповідником студентів, викладав українську мову й літературу. У жовтні 1981 року владика Йосиф Мартинець переніс інсульт, внаслідок якого втратив мову і був частково спаралізованим протягом семи років і чотирьох місяців, аж до своєї смерті. Помер 23 лютого 1989 року. Похований у крипті катедри святого Івана Хрестителя в Куритибі.